# Gran Bretagna ai Giochi della XXVI Olimpiade
La Gran Bretagna partecipò ai Giochi della XXVI Olimpiade, svoltisi ad Atlanta, Stati Uniti, dal 19 luglio al 4 agosto 1996, con una delegazione di 300 atleti impegnati in ventidue discipline.